# پدرقشلاق
پدرقشلاق (به ترکی آذربایجانی: Padarqışlaq) یک منطقهٔ مسکونی در جمهوری آذربایجان است که در شهرستان آق‌سو واقع شده‌است. پدرقشلاق ۱٬۲۴۷ نفر جمعیت دارد.